# 移動連珠
移動連珠，是一種連棋類遊戲。

## 棋具
- 十五路連珠棋棋具，惟雙方只有各七枚棋子。

## 規則
- 黑方先行，輪流下一子。
  - 無棋子可下時，改由移動任何一枚己棋到任何空位。
- 組成己棋連五或長連者獲勝[1]。